# Noworossijsk-Tamaner Operation
Die Noworossijsk-Tamaner Operation (russisch: Новороссийско-Таманская операция) vom 9. September bis 9. Oktober 1943 war im Zweiten Weltkrieg eine erfolgreiche Offensive der Nordkaukasischen Front an der südlichen Ostfront. Dieser Angriff auf den letzten von der deutschen Wehrmacht gehaltenen Teil des Kuban-Brückenkopfes zwischen Noworossijsk und Taman brachte für die Rote Armee den erfolgreichen Abschluss der Schlacht um den Kaukasus. Die sowjetischen Truppen konnten den deutschen Brückenkopf auf Taman beseitigen, der die Sicherung der Krim und die Möglichkeit neuer offensiver Aktionen gegen den Kaukasus ermöglichte. Am 16. September wurde Noworossijsk von der Roten Armee befreit, am Morgen des 9. Oktober hatten die sowjetischen Truppen die gesamte Taman-Halbinsel und die Tschuschka-Nehrung von der deutschen Besatzung befreit.

## Vorgeschichte
Zwischen dem 4. und 10. Februar 1943 erfolgte bei Noworossijsk ein erstes Landungsunternehmen der sowjetischen Truppen, das von der deutschen 73. Infanterie-Division neutralisiert werden konnte, doch gelang es der Roten Armee sich in der Tzemess-Bucht bei Stanitschka festzusetzen und auf den Höhen von Kap Myschako einen Brückenkopf zu bilden. Am 26. August durchbrach die sowjetische Südfront die Mius-Stellung der deutschen 6. Armee, damit wurde im Kaukasus südlich davon, die 17. Armee fast isoliert. Die Truppen der Nordkaukasischen Front (9., 56. und 18. Armee, 4. Luftwaffe) näherte sich der sogenannten „Blauen-Linie“, hinter welcher sich die deutsche 17. Armee auf der Taman-Halbinsel zur Verteidigung eingerichtet hatte.
Im August 1943 erteilte die Stawka im Zusammenhang mit der günstigen Lage im Südwesten dem Befehlshaber der Nordkaukasischen Front unter Generaloberst Iwan J. Petrow über die Vorbereitung einer Offensivoperation, um die Niederlage der deutschen 17. Armee abzuschließen und ihren Rückzug auf die Krim zu verhindern. Die sowjetischen Truppen im Kubangebiet zählten 18 Schützendivisionen, 4 Schützenbrigaden, 2 Panzerregimenter – insgesamt 317.000 Mann, 4435 Kanonen und Mörser, 314 Panzer und Selbstfahrlafetten, dazu 683 Flugzeuge. Die 18. Armee operierte auf dem linken Frontflügel im Brückenkopf von Myschako und von der Küste bis zum Dorf Neberdschajewskaja. Die 56. Armee befand sich rechts davon, von Neberdschajewskaja bis Kiewskoje. Die 9. Armee folgte als rechter Flügel der Front von Kiewskoje bis zur Küste des Asowschen Meeres. Die 58. Armee übernahm nordöstlich der Front die Sicherung der Asowschen Seeküste zwischen Margartowki und Achujewa.
Da bei den vorangegangenen Luftschlachten am Kuban war die Zahl der deutschen Flugzeuge erheblich reduziert worden, daher wurde die deutsche 17. Armee auf der Krim von nur mehr etwa 300 Flugzeuge gedeckt, gegenüber doppelt so vielen Flugzeugen, welche die sowjetische 4. Luftarmee (Generaloberst K. A. Werschinin) zusammen mit der Schwarzmeerflotte aufbieten konnte.

### Deutsche Verteidigung

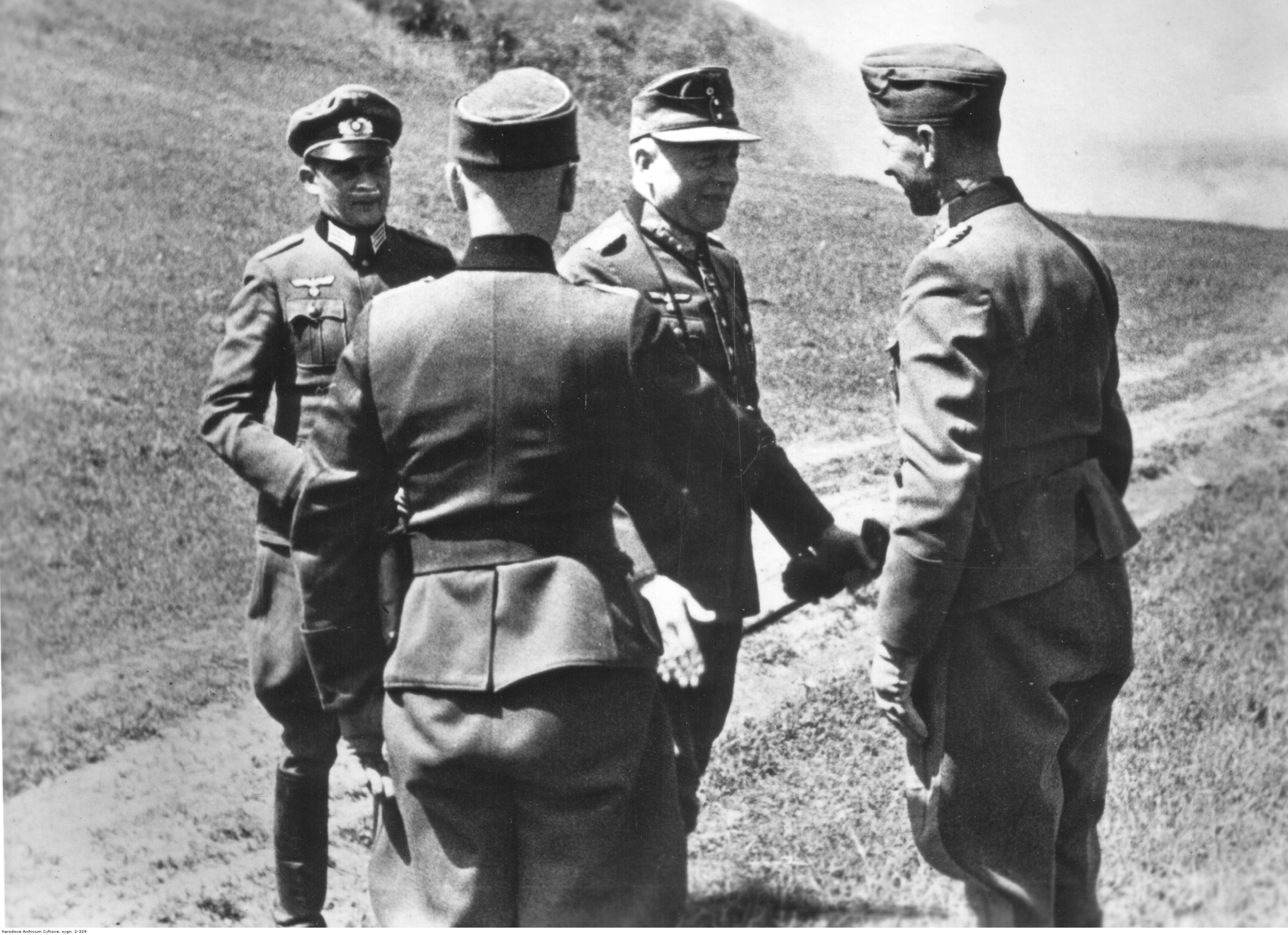
GFM von Kleist im Treffen mit General de Angelis

Da die gesamte deutsche Position in der Ostukraine ins Wanken geriet, bat Generalfeldmarschall Erich von Manstein das OKH, den Kuban-Brückenkopf zu evakuieren, damit die 17. Armee (General der Pioniere Erwin Jaenecke) zur Verstärkung seiner Heeresgruppe eingesetzt werden kann. Anfangs stimmte das OKH nur dem Abzug der 13. Panzer-Division aus dem Kubangebiet zu. Am Nachmittag des 3. September erklärte sich Hitler endlich bereit, den Kuban-Brückenkopf zu evakuieren. Der Befehlshaber der Heeresgruppe A, Generalfeldmarschall Ewald von Kleist erhielt darauf vom OKH den Befehl, den Kuban-Brückenkopf zu räumen. Die Evakuierung sollte am 7. September beginnen. Die vom Generalstab der Heeresgruppe A und der 17. Armee separat entwickelten Pläne für den Abzug wurden in den Unternehmen „Krimhild“ und „Brunhild“ vorgelegt. Im Plan für „Krimhild“ war für eine Evakuierungszeit von 10 bis 12 Wochen ausgelegt und sah die Zerstörung aller für die weiteren Kriegshandlungen verwendbaren Befestigungen sowie die Mitnahme einer erheblichen Anzahl von Zivilisten vor. Die Planung für „Brunhild“ sah vor, den Brückenkopf in 38 Tage zu evakuieren, das gesamte Kriegsmaterial der 17. Armee im Voraus abzutransportieren und alle Industriestätten- und militärische Anlagen unbrauchbar zu machen.
Am 6. September wurde das AOK 17 aufgefordert, auch die bei Gostagajewskaja konzentrierte 125. Infanterie-Division sofort zur Heeresgruppe Süd zu überführen, obwohl die Evakuierung noch nicht begonnen hatte. Obwohl der sowjetische Generaloberst Petrow von den Rückzugsabsichten der 17. Armee nichts wusste, befahl er seiner 9., 18. und 56. Armee, lokale Fixierungsangriffe durchzuführen, um die Deutschen daran zu hindern, weitere Einheiten der Heeresgruppe Süd zu übertragen. Zu diesem Zeitpunkt bestand die 17. Armee noch aus 13 Infanterie- und 1 Kavalleriedivision sowie mehreren anderen Einheiten, die sich auf der Taman-Halbinsel konzentrierten. Zusammen etwa 220.000 Mann (davon etwa 40.000 rumänische Verbündete), 2860 Kanonen und Mörser, etwa 150 Panzer und Sturmgeschütze sowie etwa 300 Flugzeuge.
17. Armee Mitte September 1943
- V. Armeekorps (General der Infanterie Karl Allmendinger) mit 4. Gebirgs-, 9. und 73. Infanterie-Division
- XXXXIV. Armeekorps (General der Artillerie de Angelis) mit 97. und 101. Jäger-Division, 79. und 98. Infanterie-Division sowie rumänische 10. Division
- XXXXIX. Gebirgskorps (General der Gebirgstruppe Konrad) mit 9. Flak-Division, 50. und 370. Infanterie-Division
- Rumänisches Kavallerie-Korps (Generalmajor Gheorghe Cealik) mit rumänischer 4. Gebirgs-, 9. Kavallerie- und 19. Division

Am linken Flügel der 17. Armee verteidigten zwei Infanteriedivisionen (370. und 50.) bis zum Kuban-Abschnitt. Vier weitere Divisionen (79., 98., 97. und 9.) verteidigten im Zentrum der Blauen Linie den 35 Kilometer breiten Abschnitt von Kiewskoje bis zum Dolgaja Gebirge. Vor Noworossijsk bis zum Dolgaja Gebirge wurden 20 Kilometer von zwei Infanteriedivisionen (4. Geb.  und 73.) gehalten. In der Tiefe der Verteidigung, bei Glebowka und südlich Oserejka befanden sich zusätzliche, zumeist rumänische Reserven. In taktischer Reserve hatten die Deutschen zwei Regimenter südlich des Wolchi Vorota Passes stehen, ein weiteres Regiment war in Krasno-Medwedowskaja bereitgestellt.

### Angriffsplanung
Das sowjetische Oberkommando beschloss den Hauptangriff bei Noworossijsk anzusetzen. In Übereinstimmung mit dem von der Stawka vorgelegten Operationsplan übertrug der Frontkommandeur am 30. August die 18. Armee mit der Führung des Hauptschlages.
Der Angriffsplan bestand darin, die deutsche Verteidigung durch eine Reihe kombinierter Angriffe von Land und Meer zu trennen. Eine von den deutschen Truppen sorgfältig vorbereitete Verteidigungslinie, die sogenannte „Blaue Linie“, führte durch ein Gelände, das den sowjetischen Truppen eine hervorragende Sicht für die Beschießung bot. Die deutsche Hauptverteidigungslinie, mit einer Tiefe von bis zu 5–6 km, basierte auf Widerstandsknoten und Hochburgen auf beherrschenden Höhen. Drahtbarrieren in 5–6 Reihen, die vor den Gräben, Minenfeldern und abgebauten Trümmern installiert waren, waren mit Maschinengewehren und leichter Artillerie aus betonierten Unterständen und Bunkern gedeckt.
Am 1. September berichtete der Kommandeur der Schwarzmeerflotte dem Kriegsrat der Front über seinen Plan zur amphibischen Landung. Insgesamt sollten 147 Einheiten eingesetzt werden, die zu separaten Gruppen zusammengefasst wurden. Es wurden drei Landungsabschnitte eingeteilt: beim ersten sollten 59, beim zweiten – 19 und beim dritten – 26 Einheiten eingesetzt werden. Die Deckungsflottillen, zu denen 43 Kriegsschiffe gehörten, bestand aus vier Gruppen. Die erste Gruppe hatte die Aufgabe, die Minen an den Eingangstoren des Hafens von Noworossijsk zu zerstören und die bereits vorhandenen Passagen für Boote mit Landetruppen zu erweitern. Anschließend sollten die zweite und dritte Gruppe, die in den Hafen einbrachen, die Westküste der Tsemesskaja-Bucht und die Hafenliegeplätze angreifen und dort die Verteidigung des Feindes unterdrücken. Eine vierte Gruppe von Kriegsschiffen hatte Befehl, den Landevorgang vom Meer aus zu decken.
In der folgenden Phase hatte 9. Armee in Zusammenarbeit mit der Asowschen Flottille auf Temrjuk und Warenikowskaja, die 56. Armeen auf Gladkowskaja und Gostagajewskaja anzugreifen. Nachdem die 18. Armeen und die Schwarzmeerflotte Noworossijsk befreit hatten, sollten sie auf Werchne-Bakanski und Anapa vorrücken. Die deutsche Front sollte zügig durchbrochen werden und die gegnerischen Truppen der Rückzug über die Straße von Kertsch abgeschnitten werden. Die Vorbereitungen für die Offensive sollten bis zum 7. September abgeschlossen sein. Der Beginn des Infanterieangriffes der 56. und 9. Armee hing vom Erfolg der Kämpfe um Noworossijsk ab. Bereits während der Vorbereitungszeit am 5. September sollten die Truppen der 9. und 56. Armee die Aufmerksamkeit des Feindes vom bevorstehenden Angriff auf Noworossijsk durch Angriffe kleinerer Abteilungen auf sich ziehen.
Die 9. Armee sollte mit Unterstützung der Asowschen Militärflottille von Konteradmiral Sergei G. Gorschkow eine Offensive entlang des Flusses Kuban nach Kurchanskaja, Temrjuk und die 56. Armee nach Gladkowskaja und Gostagajewskaja ansetzen. Der Hauptschlag sollte von der 18. Armee unter Generalleutnant Konstantin N. Lesselidse geführt werden. Sie erhielt die Aufgabe in Zusammenarbeit mit den Streitkräften der Schwarzmeerflotte von Vizeadmiral L. A. Wladimirski den Hafen Novorossijsk befreien und Seeangriffe gegen Werchne-Bakanskaja und Anapa auszuführen.
Danach war an den Durchbruchsstellen ein schneller Vormarsch der Fronttruppen vorgesehen, um die deutschen Hauptkräfte zu den Häfen der Taman-Halbinsel abzuschneiden und deren Evakuierung auf die Krim zu verhindern.
Die Streitkräfte der Schwarzmeerflotte trainierten die Landung von Angriffskräften und die Interaktion von Gruppen von Kampfunterstützungsschiffen mit Landungsschiffen. Besonderes Augenmerk wurde auf die Vorbereitung von Torpedobooten bei der Zerstörung von Auslegern und Minenfeldern sowie auf die Abgabe eines Feuerschlags auf den Feind in den Landegebieten gelegt.
Zusätzlich wurden praktische Übungen zur Organisation der Nachtpassage von Schiffen und Booten mit Landetruppen durchgeführt. Der Leiter der politischen Abteilung der 18. Armee, Oberst L. I. Breschnew überprüfte die Vorbereitungen und sprach mit Soldaten, hielt Treffen mit den Kommandeuren und politischen Arbeitern zur Koordination der Operation ab.
Zu den Truppen der Nordkaukasischen Front gehörten die 9., 18., 56. und die 58. Armee sowie die 4. Luftarmee, welche zusammen 21 Schützendivisionen, 10 Schützen- und 3 Marine-Brigaden, mehrere Panzerbrigaden und separate Panzerregimenter zählten.

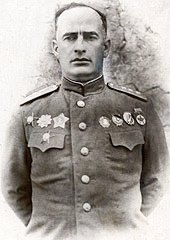
Generalleutnant Konstantin N. Lesselidse

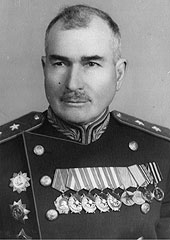
Alexei Alexandrowitsch Gretschkin

18. Armee (Generalleutnant Konstantin Nikolajewitsch Lesselidse, Mitglied des Militärrates: Generalmajor S. J. Kolonin, Stabschef: Generalmajor N.O. Pawlowski)
- 89. Schützendivision, Oberst Nwer Georgjewitsch Safarjan
- 1339. Schützenregiment, Oberstleutnant Sergei Nikolajewitsch Kadanschik
- 255. Marine-Brigade, Oberst A. S. Potapow
- 393. Marine-Bataillon, Kapitänleutnant Wassili Andrejewitsch Botyljow
- 290. NKWD-Schützenregiment, Oberst Iwan Wassiljewitsch Piskarew
- 318. Schützendivision, Oberst Valentin Apollinarjewitsch Vrutzki

20. Schützenkorps, Generalmajor Dmitri Wassiljewitsch Gordejew
- 176. Schützendivision, Generalmajor Sergei M. Bytschew
- 8. Garde- und 107. Schützen-Brigade
- 81. und 83. Marine-Brigade

Reserve:
- 55. Garde-Division, Generalmajor Boris Nikitowitsch Arschintzew, später Oberst P. I. Nesterow
- 5. Garde-Panzerbrigade, Oberst P. K. Schurenkow

9. Armee (Generalmajor A. A. Gretschkin, Mitglied des Obersten Militärrates: N. Jemeljanow, Stabschef: Generalmajor M. S. Filippowski)
11. Schützenkorps, Generalmajor Iwan Terentjewitsch Samerzew
- 19., 57., 84., 131. Schützen-Brigade
- 389. Schützendivision, Oberst L. A. Kolobow
- 316. Schützendivision, Oberst F. I. Pekarew
- 304. Schützendivision, Oberst T. U. Grintschenko

9. Schützenkorps, Generalmajor Iwan Pawlowitsch Rosly
- 34., 43., 157., 256. Schützen-Brigade

56. Armee (Generalleutnant A. A. Gretschko, Mitglied des Militärrats Oberst J. J. Maltzew, Stabschef: Generalmajor A. A. Charitonow)
3. Gebirgs-Schützenkorps, Generalmajor Alexander Alexandrowitsch Lutschinski
- 242. Gebirgs-Schützendivision, Oberst W. B. Lisinow
- 351. Schützendivision, Oberst A. W. Woroschishchew

22. Schützenkorps, Generalmajor Wassili Fadejewitsch Sergatzkow
- 276. Schützendivision, Generalmajor I. A. Sewastjanow
- 227. Schützendivision, Oberst I. W. Terechin, ab 27. Sept. Oberst G. N. Preobraschenski
- 317. Schützendivision

58. Armee, (Generalleutnant K. S. Melnik)
- 77. Schützendivision, Oberst P. N. Gorpischenko
- 414. Schützendivision, Generalmajor G. G. Kuraschwili
- 77. Panzerabwehr-Bataillon

## Verlauf
Ab dem 5. September lenkten Vorstöße der sowjetischen 9. und 58. Armee die Aufmerksamkeit des Gegners von den geplanten Angriffzonen ab. In Übereinstimmung mit den Plänen der Operation führte die 18. Armee zusammen mit den Streitkräften der Schwarzmeerflotte den Hauptschlag gegen Noworossijsk, danach sollte gegen Werchne-Bakanski und Anapa, die 56. Armee nach Gladkowskaja und Gostagajewskaja und die 9. Armee nach Kurchanskaja und Temrjuk durchbrechen. Die Angriffstruppen sollten die deutschen Truppen in den Rücken kommen und deren Fluchtwege zur Krim abschneiden.

### Schlacht um Noworossijsk
Das deutsche Oberkommando betrachtete Noworossijsk als Schlüssel zur Verteidigung der gesamten Taman-Halbinsel und verwandelte die Stadt und die umliegenden Höhen zu einem Verteidigungszentrum. Die Einfahrt zum Hafen vom Meer aus wurde durch Netzbarrieren und Minenfelder verschlossen. Das Oberkommando der sowjetischen 18. Armee widmete der Eroberung von Noworossijsk besondere Aufmerksamkeit und schuf zwei Stoßgruppen am Land und eine Luftlandegruppe mit zusammen 8900 Mann, die mit 41 Kanonen, 147 Mörser und 53 schweren Maschinengewehren bewaffnet waren. Diese Gruppen sollten Noworossijsk in einen überraschenden Schlag von drei Seiten gleichzeitig angreifen. Die Verteidigung leistete das deutsche V. Armeekorps mit Teilen der 101. leichten Jäger-, der 9. und 73. Infanteriedivision.
Am Abend des 9. September gingen die 129 Einheiten starke Landungsflotte unter dem Kommando von Konteradmiral Georgi N. Cholostjakow in See. An Bord waren die 255. Marine-Brigade (Oberst A. S. Potapow), das 393. Marine-Bataillon (Leutnant W. A. Botyljow) und das Schützenregiment 1339 (Oberstleutnant S. N. Kadanschik). Konteradmiral Cholostjakow versammelte seine Landungstruppen um 22.00 Uhr. Die Fernbatterien der am nahen Ufer armierten Küstenartillerie beherrschte die gesamte Tsemesskaja-Bucht. Sowjetische Bomber begannen die deutschen Küstenpositionen anzugreifen, der dadurch entstandene Lärm sollte die Aufmerksamkeit der deutschen Truppen von der eigentlichen Landung ablenken. Zur gleichen Zeit begannen über 800 Kanonen und Mörser sowie 227 Raketenwerfer von der Ostseite der Bucht, die deutschen Küstenpositionen zu beschießen.
Am 10. September um 3 Uhr näherte sich die sowjetische Landungsgruppe, die von 25. Torpedobooten unter Kapitän Viktor T. Protsenko gedeckt wurde. Die östliche Landgruppe rückte auf der Straße an der östlichen Tsemesskaja-Bucht gegen die Stadt vor, die westliche Gruppe unter Generalmajor N. A. Schwarew griff vom Süden, aus dem Brückenkopf von Myschako an. Das deutsche Gegenfeuer konnte die erste Landegruppe mit 84 Booten nicht aufhalten, welche die 255. Marine-Brigade auf der Westseite des Hafens anlandete. Die 83. separate Marine- und 8. Garde-Schützenbrigade sollte den westlichen Teil der Stadt erobern (Höhe 307,2). Die Offensive der westlichen Gruppe wurde von der 1. Landungsgruppe unterstützt, zu der die 255. Marine-Brigade gehörte. Die 2. Landungsgruppe mit dem 393. separaten Marine-Bataillon und dem 290. NKWD-Schützenregiment hatte die Aufgabe die Nordküste des Hafens am Pier erstürmen und nach Lesnaja vorzudringen. Das 393. Marine-Bataillon unter Leutnant W. A. Botyljow landete direkt auf dem zentralen Pier in der Nähe des Bahnhofs, während das 1339. Marineinfanterie-Regiment 1.000 Soldaten auf der östlichen Mole anlandete. Fallschirmjäger sollten den Bahnhof besetzen, in Richtung des nordwestlichen Stadtrandes von Methodiewski vorrücken um den Kontakt mit der ersten Gruppe herstellen. Teile des 1339. Schützenregiments sollten mit der 3. Luftlandegruppe einen zweiten Brückenkopf im östlichen Teil des Hafens sichern. Die Torpedoboote TKA-124, TKA-125, die Wachkutter SKA-025, SKA-032, SKA-084 und 3 Patrouillenboote vom Typ MO-IV wurden versenkt und viele weitere beschädigt. Obwohl die Deutschen heftiges Abwehrfeuer eröffneten, war die Einfahrt in den Hafen bereits um 3:00 Uhr freigekämpft. Der Kommandeur der 4. Luftarmee erhielt den Befehl, die vorrückenden 18. Armee mit 150 Kampfflugzeugen zu unterstützen und ließ Bombenangriffe auf Metodjewski, Werchne-Bakanski, Noworossijsk, Wolchi Vorota, Lipok und Fedotowka fliegen. Während der Nacht ließ Generaloberst  Petrow das 1339. Schützenregiment mit einem weiteren Regiment der 318. Schützendivision verstärken. Die Formationen der 318. Schützendivision konnten sich in den nächtlichen Kämpfen noch nicht mit dem Schützenregiment 1339 vereinigen. Botylows Bataillon war in größter Gefahr, da es an drei verschiedenen Orten in der Nähe des alten Passagierterminals im Zentrum von Noworossijsk verteilt war. Als klar war, dass die sowjetischen Bodenoperationen zur Verbindung mit der Landetruppe gescheitert waren, begann das V. Armeekorps, Truppen nach Noworossijsk zu verlagern, um Gegenangriffe zu starten. Zwei Bataillone der 4. Gebirgsjäger-Division, unterstützt von Pioniere und Artillerie, griffen Potapows 255. Marinegewehrbataillon auf der Westseite des Hafens an. Das rumänische 20. Gebirgsbataillon versuchte Botylows Einbruch in der Innenstadt zu stoppen, doch der rumänische Bataillonskommandeur war eines der ersten Opfer der Kämpfe. Um 7 Uhr startete zu Land auch die sowjetische 9. Armee eine Offensive gegen Keslerowo, Kalabatka und das Zementwerk „Krasny Oktjabr“ und bedrohte das Hinterland von Noworossijsk. Das deutsche Armeekommando war gezwungen, seine Reserven in den Gebieten Kiewskoje, Warenikowskaja und Gladkowskaja zu konzentrierten, was den Einsatz gegen die 18. Armee unmöglich machte.
Das Oberkommando der deutschen 17. Armee versuchte die Offensive der 18. Armee zu verzögern und begann hastig die nächstgelegenen Reserven zum V. Armeekorps nach Noworossijsk zu überführen. Die Bemühungen des sowjetischen 20. Schützenkorps, aus der Malaja Zemlja auszubrechen und in Richtung der Brückenköpfe der 255. Marine-Brigade vorzustoßen, wurden durch die Verteidigung des Gebirgsjäger-Regiments 91 (Oberst Ludwig Hörl) vereitelt. Gegen Mittag nahmen sie das Gebiet des Krasny Oktjabr, das Dorf Turetzkisad und das Zementwerk Proletarski in Besitz. Obwohl die Sowjets immer noch über starke Luft- und Artillerie-Ressourcen verfügten, um die Landungstruppe zu unterstützen, konnten sie nicht zu den isolierten Marineinfanteristen durchbrechen.
Am 11. September nahmen die deutsche 4. Gebirgs- und 73. Division ihre Gegenangriffe auf und konnten das Schützenregiment 1339 auf der Ostseite des Hafens isolieren. Es gelang diesem sich zu halten, bis es gelang weitere Verstärkungen mit dem 1337. Schützenregiment der 318. Schützendivision an Land zu bringen. General Petrow stellte der 18. Armee die Reserve der 55. Garde-Division und der 5. Garde-Panzerbrigade zur Verfügung, um die bedrängten Landungstruppen freizukämpfen. Am 12. September trat die zweiten Staffeln - die 55. Garde- und 414. Schützen-Division, das 6. Garde-Panzerregiment und die 5. Garde-Panzerbrigade in den Kampf um Noworossijsk ein. Am Morgen begann die Truppen von Lesselidse, in die östlichen Vororte von Noworossijsk einzudringen. Bis zum 13. September war eine Verbindung mit dem 1337. und 1339. Schützenregiment hergestellt und der Großteil des östlichen Stadtgebietes befand sich in sowjetischer Hand. Gleichzeitig wurde die deutsche Position auf den Höhen von Sacharnaja Golowa mit Blick auf die Stadt überflügelt und die 73. Infanterie-Division sah sich gezwungen zurück zugehen. In Erwartung eines Evakuierungsbefehls wechselte das deutsche V. Armeekorps zur Verteidigung über und versuchte lediglich, den sowjetischen Vormarsch so lange wie möglich zu verzögern.
Am Morgen des 14. September nahm die östliche Gruppierung der 18. Armee die Offensive wieder auf und erreichte den Markoth-Pass. Die westliche Gruppe, die vom Myschako-Brückenkopf vorrückte, konnte die gegnerische Verteidigung noch immer nicht durchbrechen. Am nächsten Tag nahm die Gruppe des Generals Gordejew die Offensive wieder auf und rückte bis 1,5 km tief vor. Die 55. Garde-Schützendivision entwickelte zusammen mit einer Panzergruppe, die den feindlichen Widerstand im Bereich des Bahnhofs von Noworossijsk gebrochen hatte, die Offensive gegen Tsemdolina weiter. Um 7 Uhr startete die 56. Armee nach einer 40-minütigen Artillerievorbereitung ihre Offensive. Mit ihrer rechten Flanke griff sie die Stellungen des XXXXIV. Armeekorps zwischen Kiewskoje und Moldavanskoje und mit der linken Flanke gegen Nischne-Bakanskoje an. Tagsüber drangen die sowjetischen Einheiten in die etwa 800–1000 Meter hohe deutsche Verteidigung ein. Am nächsten Tag stoppte der Vormarsch der 56. Armee jedoch aufgrund schweren Feuers, häufigen deutschen Gegenangriffen und dichten Minenfeldern fast gänzlich.
Die Absicht des Oberkommandos der 17. Armee bestand darin, einen schrittweisen Rückzug aus den gehaltenen Positionen zurück auf die Taman-Halbinsel durchzuführen, während die Kriegsmarine mit der Evakuierung des Kriegsmaterials aus dem Hafen von Anapa und anderen Orten entlang der Küste begann.
Am 15. September startete die 56. Armee einen weiteren von Panzern unterstützten Angriff in Divisionsstärke gegen die deutsche 79. Infanteriedivision bei Kiewskoje, der wieder durch starkes deutsches Artilleriefeuer zerschellte. Gegen 19:00 Uhr begannen sich die deutsche 9., 79. und 98. Infanterie- und 97. Jäger-Division auf die Siegfried-Stellung zurückzuziehen, während sich die 73. Infanterie-Division aus Noworossijsk zurückging. Auch die an der Südküste eingesetzte rumänische 4. Gebirgsdivision zog sich unbemerkt vor ihren Positionen gegenüber den Myschako-Brückenkopf nach Westen zurück. Die Formationen der 89. Schützendivision, die im Gebiet des Zuckerhut-Berges vorrückten, durchbrachen die deutsche Verteidigung und erreichte am Abend Golowkow und die Höhe 520,6 (beide Punkte liegen 4 km nördlich des Neberdschaiski-Passes).
Am Abend des 15. September war der deutsche Widerstand auch in der Mitte vor der 55. Garde-Schützendivision gebrochen. Um 17 Uhr stellte die dortige sowjetische Aufklärung fest, dass er sich der Gegner in kleinen Gruppen in westlicher und nordwestlicher Richtung unter Deckung von starkem Artillerie- und Mörserfeuer von der „Blauen Linie“ zurückzog.
Am Morgen des 16. September rückte die 18. Armee ungehindert in Noworossijsk ein und verband sich mit den verbleibenden Truppen der Landetruppe, einschließlich den Resten des Marinebataillons von Leutnant Botyljow, das seit sechs Tagen in Umzingelung kämpfte. Nachdem sich die Deutschen aus der Stadt zurückgezogen hatten, wollte General Petrow den Druck aufrechterhalten und ließ die 56. Armee wiederholt die abziehende Nachhut des XXXXIV. Armeekorps angreifen. So erzielte die 18. Armee an diesem Tag noch größere Geländegewinne an ihrer rechten Flanke, wo ihre Einheiten den Markoth-Pass und die Koldun-Höhe in die Hand bekamen. Um 10 Uhr rückten die 176. Schützendivision zusammen mit der 81. Marinebrigade auf die Höhe 307,2 und Fedotowka vor und verfolgten auf die Linie Borisowka - Wasiljewka - Glebowka - Glubokaja Balka.
Das sowjetische Oberkommando beschloss die Fortsetzung der Offensive, um den Gegner daran zu hindern, die hintere Verteidigungslinie auf Taman zu erreichen und den deutschen Rückzug in die Häfen im westlichen Teil der Halbinsel abzufangen. Bis zum 17. September kam es westlich von Noworossijsk noch zu heftigen Kämpfen mit der Nachhut der 4. Gebirgsdivision, aber die sowjetischen Verfolger konnten keine deutschen Einheiten mehr festhalten.
Am 18. September begann sich auch das deutsche XXXXIX. Gebirgskorps von seinen unhaltbar gewordenen Positionen nördlich des Kuban zurückzuziehen. Die Sowjets verwendeten Panzer bei der Verfolgung, aber nur in geringer Anzahl - mit denen die deutschen Panzerjäger fertig werden konnten. Die 18. Armee begann ihre Offensive gegen die südliche Flanke und den Rücken des Gegners zu entwickeln, während die Truppen der 9. und 56. Armee nach Westen in Richtung Küste und Seehäfen von Taman nachdrängte. Durch Schiffsfeuer und Luftangriffe unterstützten die Schwarzmeerflotte und die Asow-Flottille die vorrückenden sowjetischen Truppen und landeten weitere Infanterie hinter den deutschen Linien, die den Gegner nicht erlaubten, fest an den geplanten Zwischenlinien Fuß zu fassen.
Am Abend des 16. September erreichte die 56. Armee, die in die Offensive übergegangen war, die Dörferlinie Melnitschni, Trudowoi, Prochladni, Nischne-Grecheski. Den deutschen Truppen gelang es alle Angriffe der folgenden drei Tagens abzuschlagen und das zur Verteidigung vorbereitete Gelände zu nutzen. Die Einheiten der 9. Armee, die auf Keslerowo vorstieß, eroberte zwar kleine Brückenköpfe am linken Ufer des Adagum-Abschnittes, aber an der Flusswende der Kurka gelang kein schneller Erfolg.

### Küstenkämpfe um Anapa
Die sowjetische 18. Armee hatte Befehl, den erreichten Erfolg weiterzuentwickeln, indem sie mit der Hauptmacht weiter auf Werchne-Bakanski vorrückte. Teile der Streitkräfte sollten entlang der Küste von Anapa vorgehen um den Rückzug der deutschen Noworossijsker Gruppierung den Rückzug zu verlegen. Die 83. Marine-Brigade sollte noch in Noworossijsk konzentrieren, um sich auf die Landung bei Anapa vorzubereiten und die 255. Marine-Brigade hatte die Besatzung zu stellen. Die 414. Schützendivision wurde der 18. Armee übertragen und die bisherige östliche und westliche Korpsgruppen aufgelöst. Generalleutnant Lesselidse beschloss, den Vorstoß der 5. Garde-Panzerbrigade und des 132. Panzerbataillon mit der 89., 318. und 55. Panzerbrigade zu verstärken, um den Hafen Anapa erreichen zu können. Zuvor war aber noch die Kontrolle über Wolchje Vorota und die Passage von Werche-Bakanski zu erlangen und auch die zweite deutsche Verteidigungslinie zu überwinden.
Das 20. Schützenkorps (176. Schützendivision, 8. Garde- und 81. Marine-Brigade) sollte durch die  Täler der Osereika und Schucha vordringen und die deutschen Truppen von der Küste abdrängen. Gleichzeitig sollte die 107. Schützenbrigade (Oberst L. W. Kosonogow) entlang der Küste des Meeres nach Anapa vorrücken. Bei dieser Entscheidung berücksichtigte der Befehlshaber der 18. Armee, dass die rechts angreifende 56. Armee (Generalleutnant Gretschko) die Aufgabe hatte bei Gladkowskaja und Dschiginskoje die zweite deutsche Verteidigungslinie zu durchbrechen um die Linie entlang des Staraja Kuban zu überwinden und den Fluchtweg der deutschen Truppen nach Taman abzuschneiden. An der nördlichen Küste des Asowschen Meeres, startete die 9. Armee (Generalleutnant Gretschkin) den Durchbruch auf Temrjuk. Die 4. Luftarmee sollte Bombenangriffe auf die sich zurückziehenden deutsche Konvois und Patrouillenboote in den Häfen von Taman und der Halbinsel Kertsch durchführen. Bis zum Morgen des 17. September hatte Vizeadmiral Wladimirski Einheiten vorzubereiten, die eine weitere amphibische Operation an der Küste der Taman-Halbinsel ausführen sollten. Die Schwarzmeerflotte hatte die Aufgabe die feindlichen Transporter in der Straße von Kertsch im offenen Meer zu zerstören und die feindlichen Häfen zu zerstören.
Am 18. September setzten die Truppen der 18. Armee die Offensive fort, überwanden Minenfelder und Absperrungen sowie den Widerstand der deutschen Nachhut in den Verteidigungsstellungen von Werchne-Bakanski und Wolchje-Vorota. Am Morgen des 19. September brach die 18. Armee in die zweite deutsche Verteidigungslinie ein. Die 89. Schützendivision brach den Widerstand der rumänischen 1. Gebirgsdivision und startete den Angriff auf Natuchajewskaja. Die an der Spitze stehende 318. Schützendivision (Oberst W. F. Gladkow) erhielt im Kampf gegen die deutsche 73. Infanterie-Division (Generalmajor Hermann Böhme) die nach Süden vorrückende 55. Garde-Schützendivision und die 5. Garde-Panzerbrigade unterstellt. Das 132. Panzerbataillon griff die Linie der 4. Gebirgsdivision an, um 13 Uhr stürmten Teile des 20. Schützenkorps nach kurzem Kampf den Wolfstorpass und erreichten Rajewskaja.
Am 19. September leistete die deutschen Truppen vor Warenikowskaja, am linken Ufer der Schucha von Nowo-Pokrowski über Nowo-Michailowski und an der Linie Gladkowskaja, Damanski, Drushni und Werchne-Bakanski noch immer heftigen Widerstand. Die Gefahr, die den linken Flügel der 17. Armee durch gegnerische Umfassungsabsichten drohte, zwang das deutsche Oberkommando, zuerst die Verbände zurückzuziehen, die der 18. Armee - und dann jene - die der 56. und 9. Armee gegenüberstanden. Dem Schützenregiment 526 der 89. Schützendivision gelang es, die stark befestigte Höhe von Besymjanaja (4 km östlich von Werchne-Bakanski) aufzurollen. Ein Versuch, Natuchajewskaja und Rajewskaja noch am 19. September einzunehmen, blieben erfolglos.
Am 21. September vollendete die 18. Armee nach einem erbitterten Kampf den Durchbruch der zweiten Verteidigungslinie. Um 6 Uhr konnte der links angesetzte Angriff über Natuchajewskaja vordringen und Teile der rumänischen 1. Gebirgsdivision in Richtung Dschemete ans Meer abdrängen. Die 318. Schützen- und die 55. Garde-Division, die mit der 5. Garde-Panzerbrigade zusammen operierten, stürmten von Nordosten, Osten und Südosten die Stellungen der deutschen 73. Infanteriedivision und der 4. Gebirgsdivision und eroberten am folgenden Morgen das befestigte Rajewskaja und trugen dadurch zum Vorwärtskommen des 20. Schützenkorps nach Anapa bei. Eine Flottille von 6 sowjetischen Torpedobooten versuchte am 20. September, Marineinfanterie im Hafen von Anapa zu landen, wurde jedoch von rumänischen Gebirgstruppen zurückgeschlagen. Am östlichen Stadtrand von Anapa kam es zu heftigen Kämpfen, die deutschen Truppen leisteten hartnäckigen Widerstand, klammerten sich an jede vorteilhafte Position und deckten die sowjetischen Einheiten mit Artilleriegranaten ein. Sowjetische Pionier-Einheiten schlugen Passagen durch die deutschen Minenfelder, wo dann die Panzer und Infanterie eingesetzt wurde. Die Stadt Anapa wurde mit mehr als 300 Gefangenen und der Einbringung von 49 Kanonen, 180 Maschinengewehre, 77 Mörser, sowie 40 Lagerhäuser mit militärischer Ausrüstung von den sowjetischen Truppen eingenommen. In der Schlacht zeichneten sich neben der 55. Garde- und der 318. Schützendivision, die 5. Panzerbrigade, sowie die 81. Marine- und die 107. Schützenbrigade aus. Das deutsche V. Armeekorps musste den rechten Flügel westlich der Stadt zurücknehmen, am Abend des 21. September hatte sich die 17. Armee in die Hagen Stellung zurückgezogen. Die neue Frontlinie der Achse war von 90 km auf eine 60 km breite Front verkürzt, wodurch Truppen freigemacht werden konnten. Am 21. und 22. September griff die 56. Armee auch die Positionen des XXXXIV. Armeekorps im Raum Warenikowskaja an, wurde jedoch von Sturmgeschützen zurückgeschlagen. Am 23. September verkürzte die 17. Armee die rechte Flanke nochmalig, indem das V. Armeekorps etwa 10 bis 12 km zurück auf die Rüdiger-Linie zurückwich. Ein Teil der 50. Infanterie-Division, die nach Generalleutnant Friedrich Sixt als Gruppe Sixt bezeichnet wurde, wurde jetzt herausgezogen, um die letzte Verteidigungsstellung vorzubereiten.
Bis zum Abend des 21. September erreichten die nachstoßenden Truppen der Nordkaukasischen Front,  die Linie entlang des Tschekon - Ostrand von Gostagajewskaja, Marchenko, Kurbatski, Werchne Dschemete. Die Truppen mussten anhalten, um sich neu zu ordnen und die nachfolgende Artillerie nachzuziehen. Die vor Rajewkaja, Natuchajewskaja und Anapa geschlagenen Teile der rumänischen 1. Gebirgs-, der deutschen 73., 370. Infanterie- und 4. Gebirgs- sowie die rumänische 1. Division besetzten die neue Verteidigungslinie, die über Gostagajewskaja südwestlich nach Bimljuk an der Küste (4–5 km nördlich von Anapa) führte. Um den Rückzug des Feindes entlang der Mündung des Vitjasewski zu verhindern, beschloss General I. J. Petrow am Morgen des 22. September, die Offensive in Richtung Vitjasewskaja fortzusetzen. Die 89. Schützendivision erhielt die Aufgabe, in Richtung Kurbatski und Vitjasejskaja vorzustoßen. Die 55. Garde-Division (das 166. Schützen-Regiment war am 20. September in die Armeereserve zurückgezogen worden) und die 5. Garde-Panzerbrigade stießen entlang der Küste bei Blagoweschtschenskaja vor. Ein weiterer Versuch, die deutsche Verteidigungslinie zu durchbrechen, war erfolglos. Um den Angriff zu verstärken, warf General Lesselidse am Abend des 22. September an der rechten Flanke auch die 414. Schützendivision (Oberst G. G. Kuraschwili) in den Kampf, in der Mitte operierte die 89. und die 55. Garde-Division (jetzt Oberst P. I. Nesterow). Zu diesem Zweck wurden zwei Kampfgruppen gebildet, damit die tagsüber vorrückenden Einheiten nachts abgelöst werden konnten.

### Landung bei Blagoweschtschenskaja, Kampf um Temrjuk
Die rumänische 19. Infanterie-Division wurde an der südlichen Küste der Taman-Halbinsel eingesetzt, als sie am 22. und 23. September von sowjetischen Truppen angegriffen wurde, es gelang 21 sowjetische Panzer auszuschalten und den Rückzug fortzusetzen. Um den Vormarsch zu beschleunigen, befahl General Petrow Vizeadmiral L. A. Wladimirski, dem Befehlshaber der Schwarzmeerflotte eine weitere Landung hinter den deutschen Linien vorzunehmen, bevor sich die Achsentruppen entlang der Bugass-Nehrung nach Taman absetzen konnten.
Die 83. Marine-Brigade und das 143. Marine-Bataillons sollten zusammen mit dem 166. Schützen-Regiment der 55. Garde-Schützendivision zwischen dem Dorf Blagoweschchenskaja und dem Solenoje-See landen. Zwei Abteilungen sollten im Gebiet des Soljonoje-Sees landen und die restlichen Landetruppen wurden westlich von Blagoweschtschenskaja angesetzt. Gleichzeitig hatte die Asow-Flottille eine weitere Landung bei Tschajkino zu landen. Beide Operationen waren anfangs für die Nacht des 23. September geplant, mussten aber aufgrund des schweren Seeganges verschoben werden. Erst am 24. September um 16 Uhr gingen die Landungsschiffe in Gelendschik auf See,  zwei Landungsgruppen mussten vorzeitig über Anapa abgesetzt werden. Die Landungsgruppe unter Kapitän P. I. Derschawin, die zuerst ablegt hatte, näherte sich mit 800 Soldaten des 166. Garde-Regiment der 55. Garde-Schützendivision der Bugass-Nehrung westlich von Blagoweschtschenskoje und begann um 16:40 Uhr mit der Landung. Das Regiment wurde auf einem 100 m breiten Sandstreifen gelandet, blieb völlig ohne Deckung. Die rumänische 9. Kavalleriedivision, die immer noch die Stadt Blagoweshchenskaja besetzt hielt und den östlichen Ausgang der Nehrung kontrollierte begann sofort einen Gegenangriff, der durch einige Panzern unterstützt den Landekräften hohe Verluste zufügte. Deutsche Torpedoboote versuchten die Landung zu verhindern, wurden jedoch von den Schiffen der Schwarzmeerflotte vertrieben. Die ersten, die an Land gingen, waren Einheiten des 143. Marine-Bataillon unter Hauptmann Pawel Artamonow. Nach dem 143. Bataillon landeten im Morgengrauen Einheiten der 83. Brigade mit 2047 Mann, 8 Kanonen und 22 Mörsern auf dem Brückenkopf. Die Achsentruppen zogen sich auf eine gut befestigte Verteidigungslinie zurück, die entlang der nordwestlichen Küste der Bugass-Landzunge, weiter durch Veselowka zum Soljonoje-See führte. Am Abend des 24. September erreichten die 414. und 89. Schützendivision das südliche Ufer des Gostagajka östlich der Auenlandschaft der Vitjasewski. Rechts davon besetzte das 3. Gebirgs-Schützenkorps der 56. Armee Gostagajewskaja und erreichte den Fluss Gostagajka, wo starke deutsche Abwehrkräfte am rechten Flussufer den Vormarsch verzögerten. Zu diesem Zeitpunkt hatte die 81. Marine-Brigade Vitjasewskaja erobert, die 55. Garde-Division und die 5. Garde-Panzerbrigade, die am Morgen Blagoweschtschenskoje besetzt hatten, näherten sich der schmalen Landzunge an der Vitjasewski-Mündung. Generalleutnant Lesselidse wollte die Verbindung der 55. Garde-Division mit der 83. Brigade zu beschleunigen und ließ auch die 8. Garde- und die 107. Schützenbrigade auf dem Seeweg über Anapa in den Raum südlich von Veselowka überführen. Am Morgen des 26. September stürmte die 55. Garde-Division in Zusammenarbeit mit der 5. Garde-Panzerbrigade Blagoweschtschenskoje und verfolgte den Gegner, nachdem der Widerstand an der Vitjazewski-Mündung gebrochen war, zur Bugass-Nehrung. Die Truppen der sowjetischen 56. und 18. Armee erreichte am 26. September das Kubantal von der Mündung des Bolschoi Raznokol bis nach Suworowko-Tscherkesskoje, wo sie sich mit der amphibischen Landungsgruppe in Blagoweschtschenskaja vereinigten. Die 414. Schützendivision, die gegen Abend am rechten Flügel der 18. Armee vorrückte, erreichte Dschiginski, die 89. Schützendivision eroberte im Zusammenwirken mit der 81. Brigade Suworowko-Tscherkesskoje und erreichte ebenfalls die Dschiginka-Linie.
Petrow erhöhte den Druck seiner Truppen, indem er für die Nacht des 25. September eine weitere Amphibienoperation anordnete. Ein verstärktes Bataillon der 389. Schützendivision landete an der nördlichen Küste von Taman in der Nähe von Temrjuk. Zur gleichen Zeit unternahm von Osten her die sowjetische 9. Armee einen Großangriff bei Kurchanskaja, die deutsche 50. und 370. Infanterie-Division konnte jedoch diesen Landangriff abwehren und auch die sowjetische Landungstruppe zerschlagen. Gleichzeitig ließ das Oberkommando der deutschen 17. Armee die Evakuierung fortsetzen, die Generalkommandos des V. und XXXXIV. Armeekorps wurden auf die Krim zurückgezogen. Fünf Divisionen hatten am 21. September mit der Evakuierung begonnen, bis zum 28. September waren bereits 8 Divisionen (9., 73., 79. und 125. Infanterie-Division, 101. Jäger-Division und die rumänische 10. Infanterie-, 9. Kavallerie- und 1. Gebirgs-Division) um sich über die Straße von Kertsch auf die Krim zurückzuziehen. Konrads XXXXIX. Gebirgskorps wurde beauftragt, den Rückzug als Nachhut mit 6 Divisionen (50., 98. und 370. Infanterie-Division, 97. Jäger-Division, 4. Gebirgs-Division und rumänische 19. Infanteriedivision) zu decken. Am Abend des 26. September erreichten die 55. Garde-Schützendivision und die 5. Garde-Panzerbrigade das Gebiet von Veselowka und vereinigte sich mit der 83. Marine-Brigade an. Am 27. September wurde das 20. Schützenkorps mit der 8. Garde- und der 107. Schützenbrigade von Anapa her über den Seeweg nachgeführt.
In der Zwischenzeit versuchte die sowjetische 9. Armee weiter, Temrjuk zu erreichen, aber das feuchte Gelände in der Gegend verhinderte den schnellen Einsatz von Panzern und machte es schwierig, schwere Artillerie nach vorne zu bringen. Stattdessen setzte die 9. Armee kleine Infanterieangriffe durch die Sümpfe fort, unterstützt von den Kanonenbooten der Asowschen Flottille. Trotz des Scheiterns der ersten Landung in der Nähe von Temrjuk versuchte die 9. Armee erneut an der Küste voranzukommen. Währenddessen griffen Einheiten der 304. und 316. Schützendivision nach starker Luft- und Artillerievorbereitung die deutschen Stellungen auf den Höhen von Temrjuk an und brachen in der Nacht des 27. September in den östlichen Stadtrand von Temrjuk ein, ein Teil der Streitkräfte überquerte die Kurschanski-Mündung mit Booten und griff Widerstandsnester aus dem Westen an. In der Stadt kam es zu heftigen Kämpfen. Von zwei Seiten zusammengedrückt, zog sich der Feind mit schweren Verlusten nach Golubitzkaja zurück, doch dort wurde er vom Feuer der Fallschirmjäger getroffen. Die Nazis stürmten in Panik in das Dorf Staro-Titarowskaja. Am Abend des 27. September wurde die 89. Schützendivision und die 81. Marine-Brigade über Blagoweschchenskaja in das Gebiet Veselowka vorgezogen. Gretschkins Truppen (11. Schützenkorps unter Generalmajor I. T. Samertzew) übernahmen nach einer starken Artillerievorbereitung und mit Unterstützung der Luftstreitkräfte die Kontrolle über Temrjuk und näherten sich Golubitzkaja, wo sie bis zum 6. Oktober gestoppt wurden.
Am 29. September zog sich XXXXIX. Gebirgskorps in die Wiener Stellung zurück, wo das Gelände die Verteidigung stark begünstigte. Drei große Lagunen lagen an der Front und beschränkten die sowjetischen Angriffe auf nur drei sehr enge Korridore. Die Organisation der deutschen Verteidigung wurde durch die schmale Landengen zwischen Flussmündungen mit darauf liegenden Höhen erleichtert. Mit Reduzierung der Front hielt die 370., 7. und 98. I. D. die Linie Golubitzkaja - Krasnaja Strela - Staro-Titarowskaja und die deutsche 50., die rumänische 19. und 4. Gebirgsdivision die Linie Achtanizowskaja -  Wyschestebliewskaja - Veselowka. Am 30. September führen die Zerstörer Sposobny, Boiki und Besposhchadny erfolglose Vorstöße gegen deutsche Transporte an der Südküste der Krim. Die Landkämpfe auf der südlichen Halbinsel von Taman wurde am 2. Oktober kritisch: Teile der rumänischen 19. Infanterie und der 4. Gebirgsdivision gerieten unter starken Druck. Aus Angst vor einem Flankenangriff der sowjetischen 18. Armee musste das deutsche Oberkommando die deutsche 4. Gebirgsdivision wieder nach vorne ziehen.
Truppen der 56. Armee überwanden nach starker Artillerievorbereitung die Auen des Staraja Kuban und durchbrachen die feindlichen Verteidigungsanlagen zwischen den Flussmündungen Achtanizowski und Kiziltasch und stürmten am Morgen des 2. Oktober das Dorf Staro-Titarowskaja. Die Deutschen versuchten vergeblich, die Lage mit heftigen Gegenangriffen wiederherzustellen, die von Panzern und starkem Mörser- und Artilleriefeuer unterstützt wurden. Die deutsche 98. und 370. Infanteriedivision zogen sich nach schweren Verlusten von der Achtanizowski-Mündung nach Vyschestebljewskaja zurück, wo sie die sowjetische Truppen vorübergehend stoppen konnten.

### Schlusskämpfe um die Halbinsel Taman
Die Kämpfe um die vollständige Befreiung der Halbinsel Taman begannen in der Nacht zum 2. Oktober. Nachdem jetzt drei sowjetischen Armeen auf der Taman-Halbinsel vordrangen, konnten wegen der Landenge nicht mehr alle Einheiten vorne eingesetzt werden, das Gros wurde daher in die Reserve nach hinten verlegt. General der Gebirgstruppe Konrad hatte die sogenannte Wiener Stellung nur wenige Tage gehalten und zog seine Truppen in der Nacht in die noch kürzere Bukarester Stellung zurück. Die untere Zunge der Taman-Halbinsel wurde kampflos der 18. Armee überlassen. In der Mitte griff die 56. Armee am 3. Oktober die Gruppe Sixt über die schmale 8 km breite Landenge zwischen der Tschokur und Achtanizowski Lagune an, wurde aber nochmals zurückgeschlagen.
In der Nacht zum 3. Oktober gingen bei Veselowka das 20. Schützenkorps der 18. Armee in die Offensive. Am Vortag wurde auf Befehl des Kommandanten Gordejew eine mobile Gruppe gebildet, bestehend aus der 5. Panzerbrigade, dem 103. Panzerabwehr-Artillerie-Regiment und den Angriffstruppen der 8. Garde- und der 107. Schützenbrigade, wobei auch die 81. und 83. Marinebrigade wieder angriff. Die 176. und 318. Schützendivision waren bereits in die Reserve der Front zurückgezogen und konzentrierten sich bei Anapa und in der Nähe des Dorfes Anapskaja. Nach kurzer starker Artillerievorbereitung durchbrachen die Truppen die deutsche Verteidigung, eroberten die Veselowka und begannen, die sich zurückziehenden Einheiten des Feindes in Richtung Taman zu verfolgen. In den Kämpfen vor Taman bewährte sich besonders die sibirische 107. Schützenbrigade: Der Brigadekommandeur, Oberst L. W. Kosonogow, organisierte die Landung der Vorausabteilung der 5. Garde-Panzerbrigade und sandte sie an Taman. Bald näherten sich Taman die restlichen Einheiten der Brigade sowie der 8. Garde-Schützenbrigade der 55. Garde-Schützendivision aus verschiedenen Richtungen. Die Vorausabteilung, zu der der stellvertretende Chef der politischen Abteilung der Brigade, Major A. N. Kopenkin, gehörte, durchbrach die feindlichen Kampfformationen, eilte die Küste entlang nach Taman. Am 3. Oktober um 7:30 Uhr waren der Hafen und die Stadt Taman vollständig befreit.
Der Erfolg der 414. Schützendivision der 18. Armee stürmten in der Nacht auf den 4. Oktober die feindliche Verteidigung zwischen den Flussmündungen Achtanizowski und Kiziltaschski und eroberten um 3 Uhr das Dorf Vyschestebljewski. Nach diesen Kämpfen fusionierte die 414. mit der 89. Schützen-Division, die in ihrem westlichen Teil die Tschokur-Mündung überquerte. Am 4. Oktober um 12 Uhr erreichten beide Divisionen das Küstengebiet und Südosten. Am Ende des Tages konzentrierte sich die 414. Division auf Vyschesteblijewskaja, die 89. Schützendivision war an der Küste von Taman bis zur Küste verstreut. Am selben Tag fanden einige Umgruppierungen der Truppen statt: Die 55. Garde-Schützendivision wurde in die Reserve der Front zurückgezogen, die 5. Garde-Panzerbrigade zur 56. Armee versetzt. Zwei Tage später wurde das 143. Marine-Bataillon nach Gelendschik abgezogen. In der nächsten Nacht zogen sich die Deutschen weiter zurück, wurden aber dabei aber am 4. Oktober durch einen neuen Angriff erfasst. Die Sturmgeschütz-Abteilung 191 deckte die Nachhut, etwa 30 sowjetische Panzer konnten abgeschlagen werden. Die Gruppe Becker (370. I.D.) kämpfte noch vorgelagert im Raum Golubitzkaja, die sowjetische 9. Armee machte erneut eine amphibische Landung, um diese intakte Front aufzurollen.
In der Nacht zum 5. Oktober zogen sich die Deutschen in die Berliner Stellung zurück, die nur mehr 16 km breit war. In der Zwischenzeit konnten die Deutschen nicht nur die Überreste der 17. Armee, sondern auch die arbeitsfähige Bevölkerung von Noworossijsk erfolgreich über die Straße von Kertsch evakuieren. Um 20:30 Uhr verließen Teile der sowjetischen Schwarzmeerflotte Tuapse und machte sich auf den Weg zur Krim, um die deutschen Rückzugs-Konvois abzufangen, bevor sie Feodosija erreichten. Kurz vor Sonnenaufgang am 6. Oktober wurden 3 sowjetische Zerstörer von einem deutschen Aufklärungsflugzeugen entdeckt und stießen dann 8 Seemeilen vor Feodosija auf deutsche Schnellboote, die sich hastig zurückzogen. Der sowjetische Flottillenführer, der Zerstörer Charkow wurde alleine gesandt, um eine 16-minütige Bombardierung des Hafens von Feodosija durchzuführen, die um 7:15 Uhr abgeschlossen war. Um 8:00 Uhr hatten sich die drei sowjetischen Zerstörer neu formiert und fuhren zurück nach Tuapse. Die deutsche Luftwaffe sandte Aufklärungsflugzeuge aus, um nach den sich zurückziehenden sowjetischen Zerstörern zu suchen und alarmierte den in der Nähe von Kertsch stationierten III./ Sturzkampfgeschwader 3. Um 11:50 Uhr erschien eine weitere Gruppe von Stukas, der Zerstörer Bezposhchadny wurde schwer beschädigt, um 14:13 Uhr brach die Bezposhchadny in zwei Hälften und sank nach vier weiteren Bombentreffern. Die Flottille war noch 100 Seemeilen von Gelendschik entfernt, als auch die Charkow um 15:37 Uhr schwer getroffen und schließlich um 18:35 Uhr mit der Sposobnji versenkt wurde. Insgesamt ertranken 716 der 903 Besatzungsmitglieder der drei verlorenen Zerstörer.
Im Zusammenhang mit der Rückeroberung der südlichen der Küste des Golfs von Taman durch die 18. Armee, startete die 56. Armee am 4. Oktober den Angriff nach Norden in Richtung Peresijp und Kutschugury, um in den Rücken der deutschen Kräfte zu gelangen, die sich vor der Front der 9. Armee verteidigten. Ab 5. Oktober stießen Truppen der 56. Armee aus dem Süden und die 9. Armee aus dem Osten in Richtung nach Kutschugury vor. Am Abend des 6. Oktober verlegte Konrad das Hauptquartier des XXXXIX. Gebirgskorps nach Iljitsch auf die Krim, die 50. und 370. Infanterie-Division überquerten die Straße von Kertsch. In der Nacht des 7. Oktober wurden Golubitzkaja, Achtanizowskaja und Sennaja vom Feind befreit und Kutschugury am 8. Oktober, woraufhin die 9. Armee in die Frontreserve zurückgezogen wurde. Die letzten deutschen Nachhutaktionen im Kuban wurden am 7. und 8. Oktober von der 4. Gebirgs-Division und der 97. Jäger-Division geführt. Die 56. Armee setzte die Offensive am 9. Oktober ab 16.30 Uhr fort und durchbrach die letzte Verteidigungslinie, welche an der Tschuschka-Nehrung deckte. Obwohl die Sowjets jeden Tag wuchtig angriffen, spielte die deutsche Luftwaffe die entscheidende Rolle bei diesem Schlusskampf. Die Wehrmacht hatte Fernbatterie in der Nähe von Kertsch in Stellung gebracht und konnte die Evakuierung der Meerenge decken. Die letzte Einheit, die zurückging war das Gebirgsjäger-Regiment 13, das sich am 9. Oktober um 1:00 Uhr einschiffen konnte. Die 56. Armee übernahm die Säuberung des nordwestlichen Teils der Taman-Halbinsel, damit endete der Kampf um den Kaukasus.

## Ergebnis

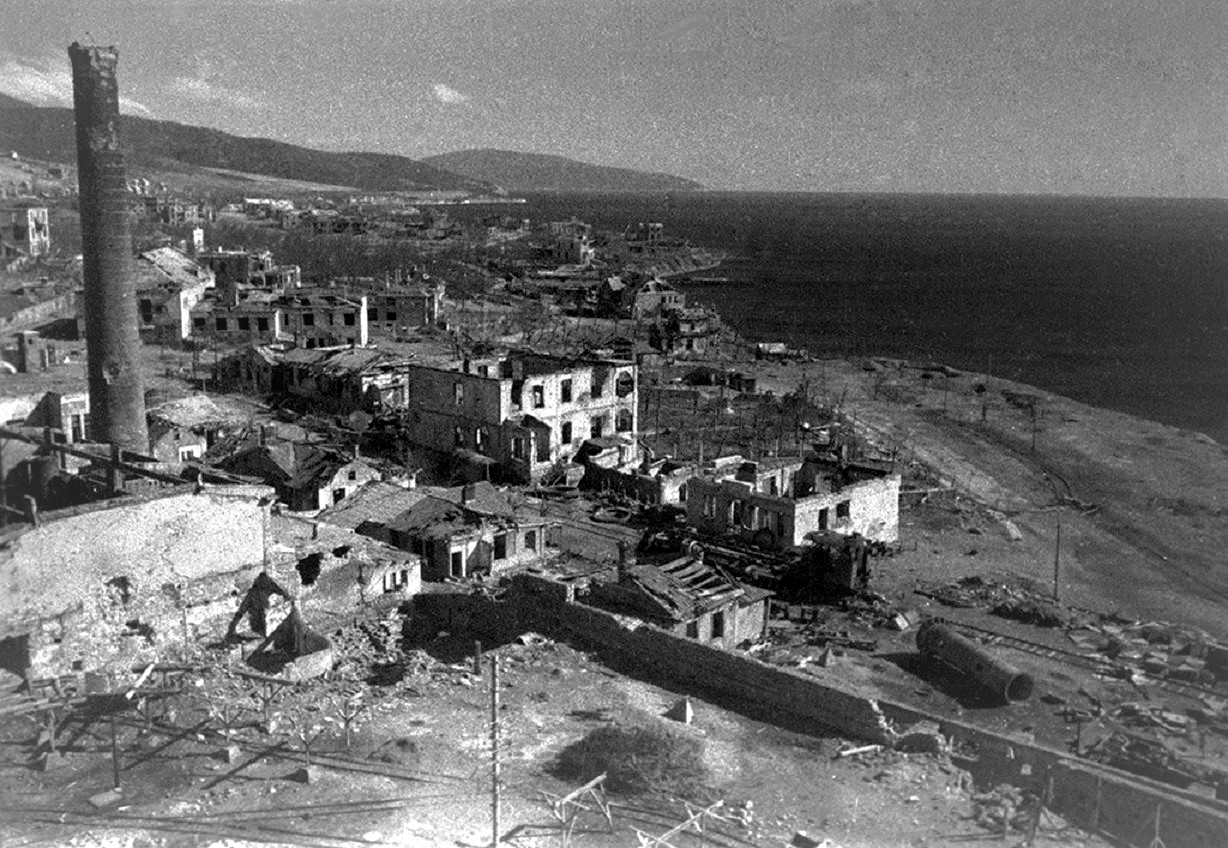
Noworossijsk nach der Rückeroberung durch die Rote Armee im September 1943

Innerhalb von 30 Tagen konnten die Truppen der sowjetischen 18. Armee über 120 km vordringen. Die deutsche Wehrmacht hatte Verluste von 36.000 Toten und etwa 22.000 verwundete Soldaten und Offiziere sowie 2500 Gefangene, zudem gingen 165 Flugzeuge, 32 Panzer, 337 Kanonen, 719 Maschinengewehre, 229 Mörser, 540 schwere Wurfgeräte, 83 Lokomotiven, 184 Lagerhäuser und große Mengen militärischer Ausrüstung verloren. Zwischen 6. und 9. Oktober evakuierte die deutsche Marine im Schwarzen Meer unter Vizeadmiral Kieseritzky im Unternehmen Brunhild insgesamt 227.494 Mann (davon 177.355 Deutsche), 16.311 Verwundete, 27.456 Zivilisten, 115.477 Tonnen Kriegsmaterial, 2230 Kraftfahrzeuge, 1815 Geschütze, 74 Panzer, 74.657 Pferde und 6255 Stück Vieh über die Straße von Kertsch auf die Krim. Die Luftwaffe stellte Transportflugzeuge des XIV. Fliegerkorps zur Verfügung, die in 1.386 Einsätzen 18.697 Soldaten und 1.156 t Material ausflogen. Von den neun deutschen Divisionen, die aus dem Kuban-Brückenkopf evakuiert wurden, wurden sieben zur Verstärkung der 6. Armee der Heeresgruppe Süd in den Raum Melitopol versetzt, während zwei den Widerstand auf der Krim aufbauen mussten. Die rumänischen Divisionen hatten die Küste der Krim gegenüber sowjetischen Landungen zu sichern.
Viele der führenden sowjetischen Offiziere wurden ausgezeichnet: Den Suworoworden 1. Klasse erhielt General I. J. Petrow, ein Kutusoworden 1. Klasse ging an General K. N. Lesselidse. Beiden Kommandeuren wurde auch der nächsthöhere militärische Ränge zuerkannt, Petrow wurde Armeegeneral und Lesselidse wurde zum Generaloberst befördert. Die 89. Schützen-Division, die 255. Marine-Brigade, die 414. Schützen-Division und die 176. Schützen-Division wurde in Garde-Einheiten umgewandelt. Bei der 18. Armee wurden Oberst L. V. Kosonogow, Major S. S. Arakeljan, Major W. M. Avetisjan und S. Karakhanjan hohe Auszeichnungen zuerkannt.